# Мусса, Пьер
Пьер Мусса (фр. Pierre Moussa ; 24 июля 1941, Овандо, Французская Экваториальная Африка (ныне Республика Конго)) — конголезский государственный и политический деятель, исполняющий обязанности премьер-министра Республики Конго (с декабря 1990 — по январь 1991 года). Экономист.
Генеральный секретарь Конголезской партии труда.

## Политическая карьера
Член Конголезской партии труда. В 1989 году вошёл в состав политбюро КПТ.
При президенте Дени Сассу-Нгессо занимал пост министра планирования. До 1991 года работал государственным министром планирования и экономики.
В результате победы в гражданской войне в Конго и возвращения Сассу-Нгессо к власти, с декабря 1990 по январь 1991 года П. Мусса временно возглавлял правительство Республики Конго, сменив в должности премьер-министра Альфонса Суклати-Поати.
На Парламентских выборах 2002 года в Республике Конго был избран в Национальное собрание страны.
В 2002 году снова занял пост министра планирования, перспективного планирования и экономической интеграции, в 2005 году к его полномочиям также была добавлена программа «Новое партнёрство для развития Африки».
В июле 2012 года П. Мусса был избран на пост председателя Комитета по общему рынку, экономических, валютных и финансовых вопросов Экономического сообщества стран Центральной Африки.